# Volárna
Volárna är en ort i Tjeckien.   Den ligger i regionen Mellersta Böhmen, i den centrala delen av landet, 60 km öster om huvudstaden Prag. Volárna ligger 194 meter över havet och antalet invånare är 463.
Terrängen runt Volárna är platt. Runt Volárna är det ganska tätbefolkat, med 75 invånare per kvadratkilometer. Närmaste större samhälle är Kolín, 7,6 km söder om Volárna. Trakten runt Volárna består till största delen av jordbruksmark.